# Grafika prezentacyjna

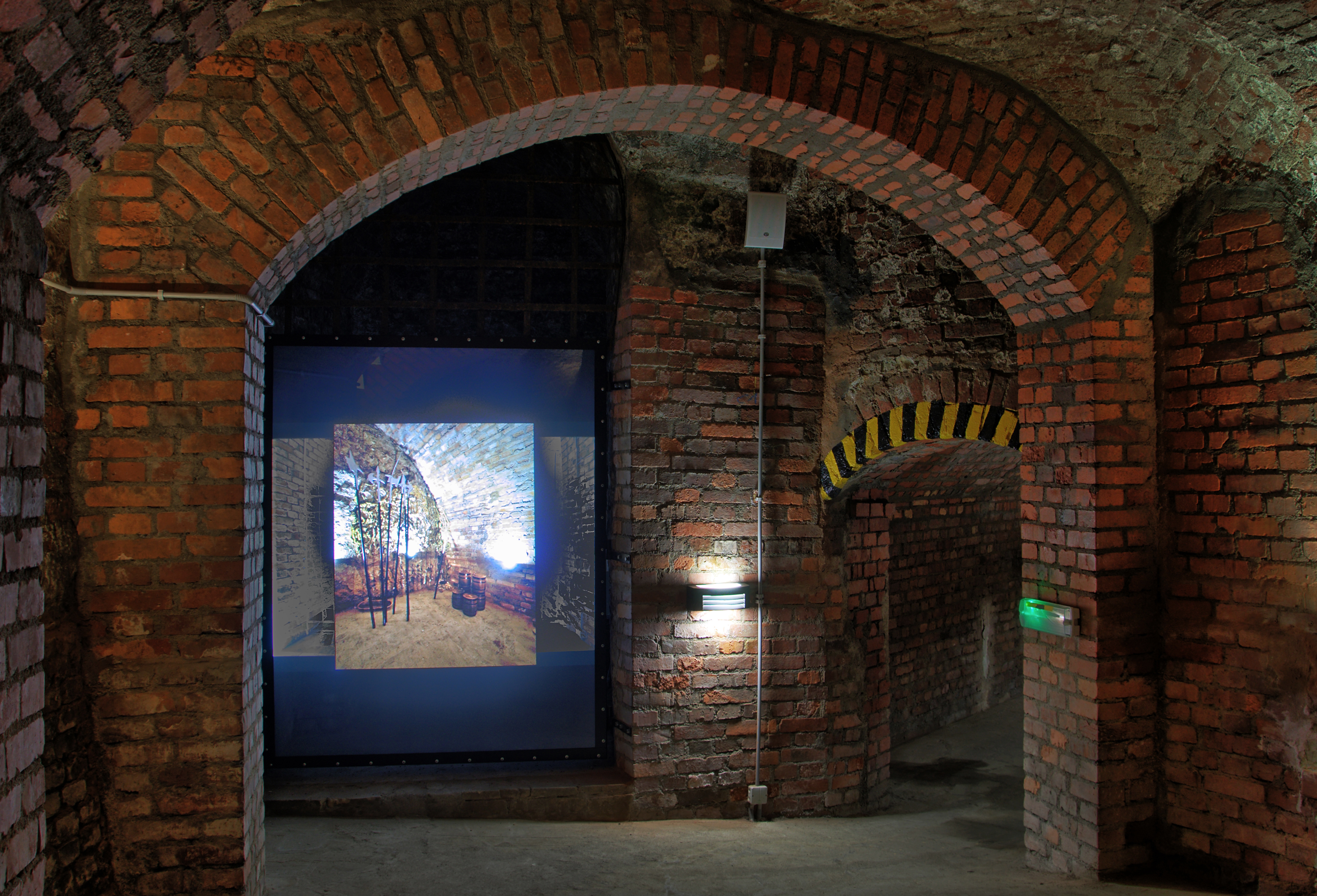
Grafiki wyświetlane w Podziemnej Trasie Turystycznej w Kłodzku

Grafika prezentacyjna – rodzaj prezentacji przy użyciu grafiki komputerowej, polegający na tworzeniu zestawów kolejno wyświetlanych slajdów w celu zilustrowania zagadnienia. 
Pierwsze programy do grafiki prezentacyjnej powstały w latach 80. XX w. W środowisku MS Windows są to m.in. Microsoft PowerPoint, Corel Presentations, Freelance Graphics (Lotus), Harvard Graphics, Impress (lub Prezentacja, w wersji polskiej). W Linuksie najważniejszym programem jest Impress, wchodzący w skład pakietu biurowego OpenOffice.org. Zwolennicy systemu składu tekstu LaTeX mogą przygotowywać prezentacje w formacie PDF, stosując rozszerzenie Beamer.

## Etapy grafiki prezentacyjnej
- Zaprojektowanie prelekcji i utworzenie odpowiedniej liczby slajdów, zazwyczaj na podstawie gotowych szablonów wbudowanych w program grafiki prezentacyjnej.
- Wypełnienie slajdów elementami tekstowymi i graficznymi, jak ramki z tekstem, listy zagadnień, rysunki i fotografie, wykresy i diagramy, niekiedy także dźwięk i wideo, m.in. narracja autora pokazu.
- Zdefiniowanie rozmaitych parametrów wyświetlania prezentacji, jak harmonogram wyświetlania slajdów (lub ich ręczne przewijanie), sposoby przechodzenia jednego slajdu w drugi (tzw. efekty przejścia).
- Powiązanie slajdów ze sobą wzajemnie i z otoczeniem, np. z dokumentami w Internecie.
- Utworzenie dodatkowych notatek komentujących slajdy (tzw. notatki prelegenta).
- Eksport gotowej prezentacji do jednej z kilku możliwych postaci – plik wykonywalny poza macierzystym programem, zestaw dokumentów hipertekstowych, plik w formacie Flash lub PDF.
- Wydrukowanie slajdów na papierze, rozdawanych potem publiczności w trakcie prezentacji.

### Przygotowywanie prezentacji
Zaletą programów do tworzenia grafiki prezentacyjnej jest łatwość tworzenia i modyfikowania poszczególnych slajdów i całych pokazów, a także możność wykorzystania szerokiego spektrum elementów multimedialnych. 
Większość zawiera także specjalne kreatory do automatycznego utworzenia pewnych typowych prezentacji, które można potem zmodyfikować stosownie do indywidualnych potrzeb autora.

### Wygłaszanie prezentacji
Po zbudowaniu pokazu, w czasie wykładu narrator zazwyczaj zmienia ręcznie slajdy na ekranie, chyba że zaprojektował ich automatyczne wyświetlanie w zadanych odstępach czasu – możliwe jest wyświetlanie slajdów w dowolnej kolejności, za pomocą menu wyświetlanego na ekranie, klawiatury komputera lub specjalnego ręcznego urządzenia do sterowania pokazem. Prelegent może też używać tzw. mazaka, zakreślając na ekranie wybrane elementy w celu ich uwypuklenia.
Slajdy są podstawą do poszerzonego komentarza słownego, wygłaszanego na bieżąco przez wykładowcę do zgromadzonej publiczności. Równie często prezentacje są tworzone i rozsyłane przez Internet do zainteresowanych osób, które same obsługują ich wyświetlanie.